# Araneus thaddeus
Araneus thaddeus es una especie de araña del género Araneus, tribu Araneini, familia Araneidae. Fue descrita científicamente por Hentz en 1847.
Se distribuye por Canadá, México, Estados Unidos y Suiza. La especie se mantiene activa durante todos los meses del año.